# Chapelle Saint-Apollinaire de Puimoisson
La chapelle Saint-Apollinaire est une chapelle située à Puimoisson, en France.

## Description
La chapelle garde de son appartenance aux Hospitaliers une allure de forteresse. La nef, haute de 10,8 m, pour une largeur de 3,95 m, est composée de trois travées. Sa partie nord est bordée de chapelles annexes. L'abside est formée d'un mur droit. La toiture est voûtée en berceau bisé.

## Localisation
La chapelle est située dans le vallon Sant Poullenar, de la vallée du Laus, sur la commune de Puimoisson, dans le département français des Alpes-de-Haute-Provence.

## Historique
En 1210, la chapelle dépend d'un prieuré, annexe de l'abbaye Saint-Thiers de Saoû du diocèse de Valence, dans la Drôme. L'abbé de Saint-Thiers de Saoû échange ce prieuré, en 1233, contre une église que possédaient les Hospitaliers de l'ordre de Saint-Jean de Jérusalem depuis le XIIe siècle. Ces derniers disposaient déjà une commanderie à Puimoisson. Après un saccage de l'édifice, en 1574, la chapelle resta à l'abandon jusqu'à la Révolution française, où elle devient exploitation agricole.

## Protection
L'édifice est classé au titre des monuments historiques le 2 juin 1976.